# شنتیور
شنتیور (اسلوونیایی: sveti Jurij) در اسلوونی با جمعیت ۴٬۷۲۳ نفر است که در lower styria واقع شده‌است.